# Energetisch lichaam

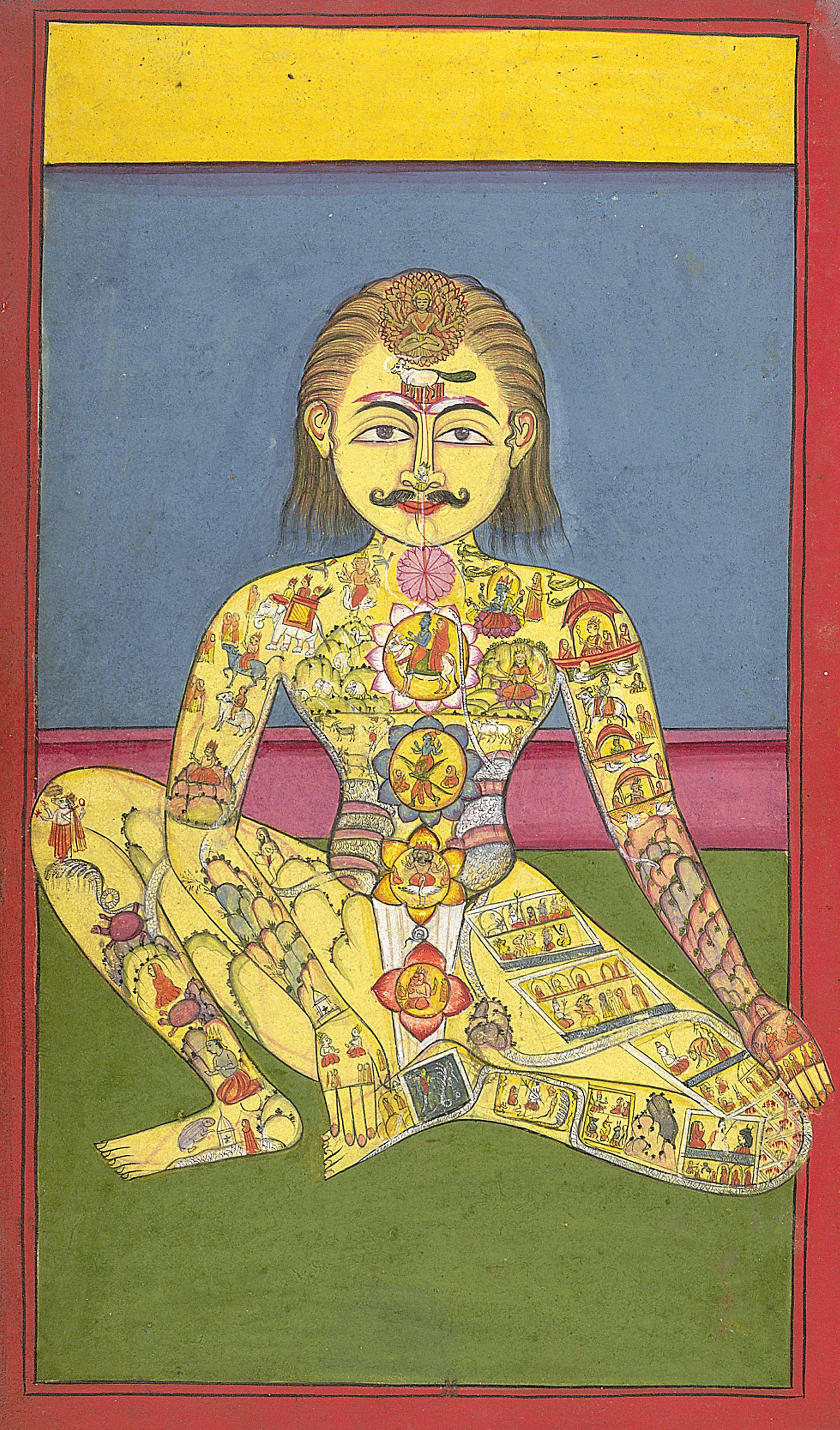
oude Indiase kaart met de 7 Chakra's en de belangrijkste marmapunten

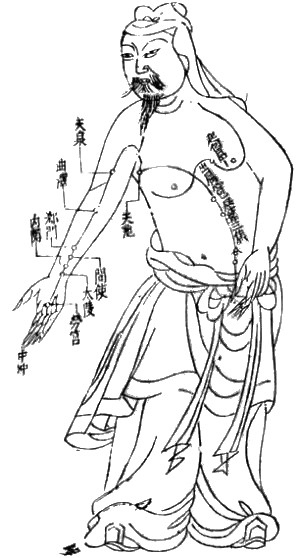
Chinese acupunctuurkaart met enkele punten (Ming-dynastie)

Het energetisch lichaam, ook wel het subtiele lichaam of etherisch lichaam genoemd, is een verzamelnaam voor alle veronderstelde energiestromingen in het lichaam inclusief die plaatsen waar deze energiestromen plaatsvinden. Omdat voor veel van deze energieën en stromingen bewijzen uitblijven, wordt het idee van een energetisch lichaam in de wetenschap als pseudowetenschap of paranormaal beschouwd. Therapieën die werken met dit energetische lichaam heten energietherapieën en worden als alternatieve geneeskunde gezien. De basisgedachte is dat elke fysieke ziekte of kwaal veroorzaakt wordt door een verstoring of onbalans op het energetische lichaam. In Aziatische landen is het energetisch lichaam veel meer geïntegreerd in geloof en religie, zoals in het hindoeïsme, boeddhisme, jainisme en sikhisme, maar ook in de cultuur rond gevechtssporten, zoals  pencak silat , karate en aikido.

## Energiestromen
Een (onvolledig) overzicht van de verschillende energiestromen in het lichaam volgens diverse filosofische, religieuze en andere stromingen zijn:
- Chakra's: de zeven belangrijkste chakra's zijn Muladhara, Swadhisthana, Manipura, Anahata, Vishuddha, Ajna, Sahasrara.
- Chi, concept voor spirituele energie in de Chinese cultuur
- Meridianen uit de traditionele Chinese geneeskunde
- Marmapunten zijn drukpunten en vormen onderdeel van de Ayurvedische geneeskunde uit het Indiase subcontinent
- Andere drukpunten in het lichaam zoals reflexologiepunten, triggerpoints, acupunctuurpunten

## Therapieën
Een (onvolledig) overzicht van de verschillende therapieën die werken met energiestromingen zijn:
- alle vormen van healing zoals: reiki, chakra healing, therapeutical touch, magnified healing, chios healing, ilahinoor, shamballa, teate, quantum touch
- alle vormen van energetische massage zoals: integratieve massage, metamorfosemassage, ontspanningsmassage, polariteitsmassage, Thaise massage
- drukpunt therapie: reflexologie, acupunctuur, acupressuur, triggerpointmassage
- yogamassage: shiatsu, Tui Na, Chi Kung (ook: Qi gong), vijf Tibetanen
- inzichttherapie: yoga, contemplatie, tantra,

## Systemen
Voornamelijk in Azië zijn systemen ontwikkeld die gezien kunnen worden als levensvisie en deels gericht zijn op het energetisch lichaam, zoals Traditionele Chinese geneeskunde, Tibetaanse geneeskunde en Ayurveda.